# Nanorana vicina
Nanorana vicina es una especie  de anfibio anuro de la familia Dicroglossidae. Se distribuye por el norte de Pakistán y el noroeste de la India, entre los 2000 y los 3000 m de altitud.  